# Djibouti (by)
Djibouti er hovedstad i Republikken Djibouti. Byen blev grundlagt som havn  af Frankrig  i 1888 og  har i dag en befolkning på 603.900(2018) indbyggere. Byen har jernbaneforbindelse til Addis Ababa i Etiopien.